# Хинди-урду
Хиндустански или хиндустани, или хинди-урду (हिन्दुस्तानी, ہندوستانی, hindustānī [ɦɪn̪ˈd̪uːsˌt̪aːni]), подскупина је индоаријских језика језика раширених по дијеловима Индије и Пакистана, те у разним државама широм свијета. Гледајући из јужнословенске перспективе ситуација са хинди-урду језиком је веома слична ситуацији с српскохрватским језиком пошто њега чине хинду и урду језик који се сматрају једним језиком с разликом што су у хинди верзију ушли неки индијски појмови, док су у урду верзију ушли персијско-арапски појмови. Хинди-урду језик је службени језик у Индији гдје се зове хинду и у Пакистану гдје се зове урду.
Хиндустански језик је индоевропски језик индоаријскога огранка индоиранске гране примарно деривиран из дијалекта кхариболи, а инкорпорира голему количину вокабулара из санскрта, персијског, арапског и чагатајског. Историјски познат као хиндави, дехлви и рекхта, данас је лингва франка северне Индије и Пакистана. Хиндустански је плурицентрични језик с две службене форме, модерним стандардним хиндским и модерним стандардним урдским, које чине његове стандардизиране регистре и могу се звати хиндскоурдски када се узму заједно. Колоквијални језици готово су нераспознатљиви, међутим иако су службени стандарди готово идентични у граматици, разликују се у књижевним конвенцијама те у академском и техничком вокабулару, при чему је урдски усвојио јаче персијске, туркијске и арапске утицаје, док се хиндски јаче ослања на санскрт. Пре поделе Индије термини хиндустански, урдски и хиндски били су синонимни; сви су покривали оно што се данас зове урдски и хиндски. Термин хиндустански још се употребљава да се означи колоквијални језик, на пример за језик боливудских филмова, али и за неколико прилично различитих варијетета хиндског говорених изван потконтинента, нпр. за фиџијскохиндски и карипскохиндустански у Тринидаду и Тобагу, Гвајани, Суринаму, Јамајци и Јужној Африци.
Број говорника ових језика износи преко 240.000.000, од чега највише отпада на хинди (181,676,620).

## Систем писања
Историјски, хиндустански је писан у кајти, деванагари, и урду алфабетима. Кајти и деванагари су два брахмијска писма пореклом из Индије, док је Урду деривација персијско-арапског писма насталик које је преферентни калиграфски стил за Урду.
У данашње време се хиндустански и даље пише у Урду алфабету, који се скоро ексклузивно користи у Пакистану. У Индији, Хинди се званично пише у деванагари писму (које је сродно са кајти писмом), и Урду у персијско-арапском писму насталик, у тој мери да су ови стандарди делом дефинисани њиховим писмом.
Међутим, у популарним публикацијама у Индији, Урду је такође пише у деванагари писму, са малим варијацијама за успостављање деванагари Урду алфабета, поред деванагари Хинди алфабета.
| अ | आ | इ | ई | उ | ऊ | ए | ऐ | ओ | औ |
| - | - | - | - | - | - | - | - | - | - |
|   |   |   |   |   |   |   |   |   |   |
| क | क़ | ख | ख़ | ग | ग़ | घ | ङ |   |   |
|   |   |   |   |   |   |   |   |   |   |
| च | छ | ज | ज़ | झ | झ़ | ञ |   |   |   |
|   |   |   |   |   |   |   |   |   |   |
| ट | ठ | ड | ड़ | ढ | ढ़ | ण |   |   |   |
|   |   |   |   |   |   |   |   |   |   |
| त | थ | द | ध | न |   |   |   |   |   |
|   |   |   |   |   |   |   |   |   |   |
| प | फ | फ़ | ब | भ | म |   |   |   |   |
|   |   |   |   |   |   |   |   |   |   |
| य | र | ल | व |   |   |   |   |   |   |
|   |   |   |   |   |   |   |   |   |   |
| श | ष | स | ह |   |   |   |   |   |   |
|   |   |   |   |   |   |   |   |   |   |

| Слово   | Име слова     | Транскрипција | ИПА   |
| ------- | ------------- | ------------- | ----- |
| ا‎       | alif          | –             | –     |
| ب‎       | be            | b             |       |
| پ‎       | pe            | p             |       |
| ت‎       | te            | t             |       |
| ٹ‎       | ṭe            | ṭ             |       |
| ث‎       | se            | s             |       |
| ج‎       | jīm           | j             |       |
| چ‎       | che           | ch            |       |
| ح‎       | baṛī he       | h             | / ~ / |
| خ‎       | khe           | kh            |       |
| د‎       | dāl           | d             |       |
| ڈ‎       | ḍāl           | ḍ             |       |
| ذ‎       | zāl           | dh            |       |
| ر‎       | re            | r             | / ~ / |
| ڑ‎       | ṛe            | ṛ             |       |
| ز‎       | ze            | z             |       |
| ژ‎       | zhe           | zh            |       |
| س‎       | sīn           | s             |       |
| ش‎       | shīn          | sh            |       |
| ص‎       | su'ād         | ṣ             |       |
| ض‎       | zu'ād         | z̤             |       |
| ط‎       | to'e          | t             |       |
| ظ‎       | zo'e          | ẓ             |       |
| ع‎       | ‘ain          | '             | –     |
| غ‎       | ghain         | gh            |       |
| ف‎       | fe            | f             |       |
| ق‎       | qāf           | q             |       |
| ک‎       | kāf           | k             |       |
| گ‎       | gāf           | g             |       |
| ل‎       | lām           | l             |       |
| م‎       | mīm           | m             |       |
| ن‎       | nūn           | n             |       |
| و‎       | vā'o          | v, o, or ū    | , or  |
| ہ, ﮩ, ﮨ‎ | choṭī he      | h             | / ~ / |
| ھ‎       | do chashmī he | h             | or    |
| ء‎       | hamza         | '             |       |
| ی‎       | ye            | y, i          | or    |
| ے‎       | baṛī ye       | ai or e       | , or  |

Услед англикације у Јужној Азији и међународне употребе латинице, хиндустански се понекад пише латиницом. Ова адаптација се назива римски Урду или римски Хинди, у зависности од коришћеног регистра. Пошто је Боливудска филмска индустрија главни пропонент латинице, употреба латиничног писма у писању Хинди и Урду језијиа је у порасту међу млађим корисницима интернета. Пошто су говорни Урду и Хинди узајамно разумљиви, романизовани Хинди и Урду (за разлику од деванагари Хинди текста, и Урду текста у урду алфабету) су исто тако узајамно разумљиви.

## Пример текста
Ово су узорци текста, члана 1 Универзалне декларација о људским правима, у два званична регистра хиндустанског, Хинди и Урду. Пошто је ово формални правни текст, разлике у формалном речнику се максимизоване.

### Формални Хинди
अनुच्छेद 1—सभी मनुष्यों को गौरव और अधिकारों के विषय में जन्मजात स्वतन्त्रता प्राप्त हैं। उन्हें बुद्धि और अन्तरात्मा की देन प्राप्त है और परस्पर उन्हें भाईचारे के भाव से बर्ताव करना चाहिये।
Насталик транскрипција:
انچھید ١ : سبھی منشیوں کو گورو اور ادھکاروں کے وشے میں جنمجات سؤتنترتا پراپت ہیں۔ انہیں بدھی اور انتراتما کی دین پراپت ہے اور پرسپر انہیں بھائی چارے کے بھاؤ سے برتاؤ کرنا چاہئے۔‎
Транслитерација:
Транскрипција (ИПА):
Глосар (реч-за-реч):
Превод (граматички):
Чланак 1—Сва људска бића су рођена слободна и једнака по достојанству и правима. Она су обдарена разумом и свешћу и требало би да се односе једна према другима у духу братства.

### Формални Урду
:دفعہ 1: تمام انسان آزاد اور حقوق و عزت کے اعتبار سے برابر پیدا ہوئے ہیں۔ انہیں ضمیر اور عقل ودیعت ہوئی ہیں۔ اسلئے انہیں ایک دوسرے کے ساتھ بھائی چارے کا سلوک کرنا چاہئے۔‎
Деванагари транскрипција:
दफ़ा 1: तमाम इनसान आज़ाद और हुक़ूक़ ओ इज़्ज़त के ऐतबार से बराबर पैदा हुए हैं। इन्हें ज़मीर और अक़्ल वदीयत हुई हैं। इसलिए इन्हें एक दूसरे के साथ भाई चारे का सुलूक करना चाहीए।
Транслитерација:
Транскрипција (IPA):
Глосар (реч-за-реч):
Превод (граматички):
Чланак 1—Сва људска бића су рођена слободна и једнака по достојанству и правима. Она су обдарена разумом и свешћу. Стога, она би требало да се односе једна према другима у духу братства.